# Mota Coqueiro
Manuel da Mota Coqueiro Ferreira da Silva (Campos dos Goytacazes, 1799 - Macaé, 6 de março de 1855), apelidado de "A Fera de Macabu", foi um rico fazendeiro da região norte fluminense condenado à pena de morte por ter (supostamente) mandado matar toda uma família de colonos residente em suas terras. O caso é um dos crimes mais famosos do Brasil, pois muitos consideram que foi executado um inocente.

## Precedentes
Mota Coqueiro era natural da fazenda do Coqueiro em Campos dos Goytacazes, daí o sobrenome que foi assumido por várias pessoas de sua família. Juntamente com sua esposa, Úrsula das Virgens Cabral (prima distante), possuía cinco vastas propriedades rurais, entre as quais, a fazenda do Bananal no atual município de Conceição de Macabu (na época, uma freguesia do município de Macaé).
Úrsula das Virgens era quase sempre listada entre os fazendeiros ricos de Macaé, entretanto, deve-se ressaltar, que o casal não era contado entre os mais importantes da região. Em 1847, Mota Coqueiro e sua esposa, Úrsula das Virgens foram convidados para a festa de casamento do filho do visconde de Araruama na fazenda Quissamã, mas ficaram em um salão secundário do baile, enquanto no salão principal ficava a alta elite local e os convidados da corte, inclusive o imperador Dom Pedro II que visitava a região norte-fluminense. Alguns dias depois, o casal participou de um jantar com o imperador Dom Pedro II em Carapebus. Apenas cinco anos depois ocorreriam os eventos que levaram Mota Coqueiro ao patíbulo.
Devido ao fim do tráfico negreiro com a lei Eusébio de Queirós, Mota Coqueiro, assim como vários outros fazendeiros da época, iniciou a prática do regime de parceria com colonos livres. Nas suas terras da fazenda Bananal, foi residir e trabalhar o meeiro Francisco Benedito da Silva juntamente sua numerosa família. Francisca, uma das filhas de Francisco Benedito, teve um caso amoroso com Mota Coqueiro, que já era avançado de idade e tinha filhos e enteados, e ficou grávida. O pai, ao saber do caso, passou a pressionar Mota Coqueiro pedindo vantagens econômicas como compensação pela gravidez da filha. A partir de então, ocorreram vários conflitos entre Mota Coqueiro e Francisco Benedito, que foi ameaçado de expulsão das terras que ocupava. Francisco Benedito foi apoiado por alguns pequenos proprietários dos arredores. Em certa ocasião, Francisco Benedito e um amigo, pequeno proprietário dos arredores, emboscaram e agrediram Mota Coqueiro quando este vistoriava a fazenda Bananal.
Mota Coqueiro tinha vários inimigos pessoais com influência na política local. Um deles era um primo, Julião Batista Coqueiro, talvez por algum sentimento de vingança. Vinte e cinco anos antes, quando o primo Julião Batista foi estudar longe de Macaé, Mota Coqueiro aproveitou a sua ausência para cortejar e casar com sua antiga noiva. Esta primeira esposa de Mota Coqueiro morreu algum tempo depois e ele casou-se novamente com Úrsula das Virgens, que era viúva e tinha dois filhos. Mota Coqueiro teve três filhos com Úrsula
Também era mal visto na região, pois tinha tomado posse de várias extensões de terras, entre as quais, antigas propriedades dos Jesuítas que ficaram desocupadas quando estes foram expulsos do Brasil.

## Crime
Em uma noite chuvosa de 1852, Francisco Benedito e toda sua família foram mortos a golpe de facões por um grupo de cerca de oito negros, escapando somente Francisca, a filha grávida. A casa foi incendiada, mas a chuva não permitiu que os corpos fossem queimados totalmente. Além de Francisco Benedito, foram assassinados a sua esposa, três filhos adolescentes e três crianças, uma delas com três anos de idade.
Mota Coqueiro tinha chegado na fazenda Bananal na tarde deste dia. Durante o horário provável em que ocorria o crime, estava na casa grande em reunião de negócios com vários empresários locais que desejavam comprar madeira das suas terras. A distância entre o local em que estava Mota Coqueiro e o local onde ocorreu o crime era de menos de 2 quilômetros e ninguém presente na reunião percebeu qualquer movimento anormal na fazenda.
Francisca, a filha sobrevivente, fugiu durante dois dias pelas matas até que pediu auxílio na fazenda de André Ferreira dos Santos (cunhado de Mota Coqueiro). Este imediatamente levou o caso às autoridades competentes, o delegado e do subdelegado de Macaé, que eram seus amigos próximos. Insuflado por Julião Batista Coqueiro, o primo que tinha rancores, André Ferreira dos Santos, acusou Mota Coqueiro de ter sido o mandante da chacina.

## Investigação
Dois agregados livres de Mota Coqueiro: Florentino da Silva e Faustino Pereira, e o escravo Domingos foram presos como executantes dos crimes. Os dois agregados foram contratados como guarda-costas por Mota Coqueiro depois de ele ter sido agredido pelo meeiro Francisco Benedito. Faustino Pereira, descobriu-se depois, era foragido da Justiça por ter assassinado seu tio cerca de 20 anos antes.
Uma escrava chamada Balbina informou que o líder do grupo de assassinos tinha sido o feitor da fazenda Bananal, um negro livre, casado, que já tinha tido um envolvimento amoroso com Balbina. Balbina acusou também diversos outros escravos da fazenda Bananal de terem participado dos assassinatos, além dos agregados e do escravo que tinham sido presos. Os escravos acusados que não foram presos fugiram.
Mota Coqueiro fugiu a cavalo quando começaram as acusações, mesmo considerando-se que um homem de sua posição não seria levado a julgamento. Perambulou em direção ao norte, encobrindo parcialmente o rosto pois tinha uma mancha na pele que tornava fácil a sua identificação. Um mês depois foi reconhecido e preso quando pedia pousada para dormir em uma fazenda remota.

## Julgamento
O Código de Processo Criminal de 1832, revisado em 1841, não permitia que um escravo testemunhasse contra seu senhor, mas os escravos poderiam depor em juízo na qualidade de informantes, não prestando juramento.
Ao ser inquirida, Balbina disse que era escrava do enteado de Mota Coqueiro, a quem tinha sido doada sem transferência formal e legal. Como este enteado era homônimo de uma figura importante da região, houve inicialmente uma confusão, e a escrava Balbina foi tratada como testemunha. Algum tempo se passou até que a confusão se esclarecesse e ela passasse a ser considerada como informante.
O processo judicial foi avidamente acompanhado pela imprensa da época pois, além da crueldade dos crimes, o acusado era um abastado fazendeiro de uma das mais prósperas regiões do Brasil. Os jornais de Campos dos Goytacazes comentavam as notícias referindo-se a Mota Coqueiro como A Fera de Macabu. A população da região ficou extremamente revoltada com o crime e o clima de catarse fez aparecer testemunhos improváveis. No dia de início do julgamento, as roupas ensanguentadas das vítimas, inclusive crianças, foram expostas nas ruas de Macaé, apesar de serem provas do processo judicial. A multidão se aglomerava nos dias do julgamento e ameaçava iniciar o linchamento dos que eram julgados.
No julgamento não foram apresentadas provas de que Mota Coqueiro ordenara a chacina, a não ser as informações de escravos e testemunhos improváveis de antigos desafetos. Balbina tinha informado no inquérito que ouvira os dois agregados livres, Florentino da Silva e Faustino Pereira, e o escravo Domingos dizerem que teriam cometido o crime por ordem do seu senhor. Como testemunhas contra Mota Coqueiro, depuseram vários funcionários públicos de menor escalão e pequenos proprietários rurais, pessoas que anteriormente tinham tido atritos com o poderoso e arrogante fazendeiro. A maior parte das testemunhas confirmou apenas que "ouviu dizerem".
Não foram chamados para testemunhar os empresários que se reuniram com Mota Coqueiro na fazenda Bananal na noite em que ocorreu o crime. O feitor, acusado de liderar o grupo que executou o crime, fugiu, juntamente com vários outros escravos considerados suspeitos de participação. O processo penal da época não registrou nenhum depoimento de Balbina acerca de como foram parar embaixo do seu catre as roupas ensanguentadas das vítimas.
Mota Coqueiro trocava frequentemente de advogado, o que certamente prejudicou sua defesa. Foi condenado à morte. O processo penal da época exigia um segundo julgamento para o caso de pena de morte e a confirmação pelos tribunais superiores. Foi condenado à morte de novo no segundo julgamento e os tribunais superiores ratificaram a sua condenação.

## Negação da graça imperial
Pela Constituição vigente na época, o Imperador tinha o poder de conceder a graça imperial, isto é, de comutar as sentenças de morte em penas perpétuas - galés ou prisão. Como o caso tinha tido muita repercussão, D. Pedro II negou-lhe a graça imperial.
Até o final, Mota Coqueiro negou a autoria do crime. Embora se possa duvidar de sua inocência, existem argumentos de que ele não recebeu um julgamento justo, nem foram feitas investigações detalhadas e imparciais sobre os eventos.
Mota Coqueiro penou por alguns anos em cárceres do Rio de Janeiro enquanto esperava o resultado das suas apelações. Recebeu apenas a visita de seu enteado, filho de Úrsula das Virgens. Quando foi negada a graça imperial, foi levado para uma prisão de melhores condições onde recebeu boa alimentação e medicação para recuperar a saúde. Depois foi levado para Macaé onde foi executado na forca três anos depois do massacre, a 6 de março de 1855. Os seus cúmplices foram enforcados no dia 23 de junho do mesmo ano. O local do enforcamento é atualmente a pista de atletismo do Colégio Estadual "Luiz Reid" em Macaé.

## Fatos controversos
A barbaridade do crime e a revelação de vários erros processuais e evidências descobertos após sua execução, levaram a que diversas lendas e fatos não comprovados sejam tomados como fatos históricos. Deve-se notar que todos estes fatos comentados como verídicos apoiam-se somente em depoimentos do tipo "ouviu dizer" que foram utilizados para condenar Mota Coqueiro.

### O verdadeiro mandante do crime
Afirma-se quase sempre que a inocência de Mota Coqueiro teria sido comprovada posteriormente. Uma das versões conta que Mota Coqueiro revelou ao padre na última confissão, um dia antes de ser enforcado, quem fora o verdadeiro mandante do crime, mas tal fato não deveria ser revelado a outras pessoas. O padre teria saído transtornado de confissão, fato que foi percebido por várias pessoas que sustentaram esta versão. Por outro lado, o padre nunca contou o segredo ou se havia segredo, pois este teria sido revelado no sacramento da confissão.
Segundo uma versão, enquanto Mota Coqueiro estava preso, um escravo o visitou e confirmou que o mandante fora sua própria esposa, pois esta ficara transtornada de ciúmes com a gravidez de Francisca e de ódio com as manobras interesseiras de Francisco Benedito. Outra versão conta que Úrsula das Virgens ficou completamente louca depois do julgamento de Mota Coqueiro e que repetia em delírios: "deve-se matar todos, não deve restar ninguém vivo!". Sabe-se com certeza apenas que Úrsula das Virgens morreu louca um ano depois do enforcamento de Mota Coqueiro.
O livro de José do Patrocínio, "Mota Coqueiro ou a Pena de Morte", publicado 22 anos depois do enforcamento, inventou um personagem, o criminoso verdadeiro, que nunca existiu. Esta obra de ficção, baseada em fatos reais, iludiu muitos historiadores. É mais um libelo contra a pena de morte do que uma narração histórica confiável. José do Patrocínio era na época de sua publicação apenas um jovem jornalista que buscava a fama e encontrou no caso de Mota Coqueiro, um assunto interessante, pois a ordem social tinha sido subvertida na época com a condenação à morte de um rico fazendeiro.
Devido aos fatos tumultuados do julgamento, é impossível afirmar a culpa ou inocência de Mota Coqueiro. Muito menos se tem informação confiável sobre qualquer outra pessoa que tenha sido o verdadeiro mandante ou executor. Estas versões, ao mesmo tempo que ressaltam a inocência "provada" de Mota Coqueiro, praticamente esquecem que dois agregados livres e um escravo também foram enforcados por terem sido os executores do crime.

### A última execução no Brasil
Um renitente erro historiográfico[carece de fontes?] insiste em afirmar que a execução de Mota Coqueiro foi a última no Brasil Imperial, em decorrência de o imperador D. Pedro II ter ficado abalado por mandar executar "um inocente". Desde então, não teria mais permitido a aplicação da pena de morte no país. Esta versão veio ao encontro do gosto de monarquistas insatisfeitos com a Proclamação da República e assustados com a carnificina no governo de Floriano Peixoto.
Mota Coqueiro não foi o último executado, nem mesmo o último homem livre executado no Brasil. Depois de sua execução, o Imperador mandou executar pelo menos dezesseis homens livres: entre 1855 e 1865, oito réus foram efetivamente executados; sobre cinco faltam informações, e três tiveram a sua pena comutada posteriormente. Entre 1855 e 1876, no mínimo 30 escravos foram executados por enforcamento. Quanto à justiça militar, entre 1855 e 1860, durante a Guerra do Paraguai, o Imperador negou a graça imperial a pelo menos cinco militares, dentre trinta e cinco condenados à morte.
O último homem livre condenado à morte pela justiça civil e executado foi, provavelmente, pois não há notícias de que alguém o tenha sido posteriormente, José Pereira de Souza, condenado pelo júri de Santa Luzia, em Goiás, enforcado na dita vila no dia 30 de outubro de 1861. O último condenado à morte pela justiça civil e executado foi o escravo Francisco, enforcado em 1876, em Pilar das Alagoas.
Frequentemente afirma-se que o Imperador foi informado de que Mota Coqueiro era inocente ou, pelo menos, dos erros que ocorreram no seu julgamento. Entretanto, não se tem qualquer comprovação ou testemunho de quem possa ter dado esta informação ou de que ao menos o Imperador a recebeu. Além disto, a graça imperial era concedida pelo Imperador depois deste receber o parecer do Conselho de Estado que devia examinar minuciosamente os autos do processo penal que resultara na pena de morte. Portanto, o Imperador não devia duvidar de pareceres elaborados pelos conselheiros de Estado, pessoas que tinham em geral sólida formação jurídica, além de terem prestados serviços importantes ao Império.[carece de fontes?]
Aconteceu que, à medida que envelhecia, o imperador D. Pedro II amadurecia e se tornava cada vez mais avesso a negar pedidos de graça imperial. A partir de certa época, o Imperador passou a conceder a graça imperial pedida por todos homens brancos, depois por todos os livres, e, por fim, por todos os escravos. Portanto, as execuções de pena de morte tornaram-se cada vez mais raras à medida que se aproximava o fim do Império, até que não foram mais aplicadas depois de 1876, apesar do júri ainda continuar a condenar à morte. A pena de morte para crimes civis foi abolida apenas com a vigência da Constituição brasileira de 1891 e passou a viger para crimes políticos de 1969 até 1978 durante a ditadura militar de 1964; porém sempre existiu e existe até hoje para crimes militares, tendo sido aplicada muitas vezes no governo de Floriano Peixoto.[carece de fontes?]
A Constituição Brasileira de 1988 no seu artigo 5º, inciso XLVII dispõe que não haverá pena de morte, salvo em caso de guerra declarada.

### A maldição do Coqueiro
Segundo a tradição, baseada na obra Crimes Célebres de Macaé, Mota Coqueiro teria lançado uma maldição sobre Macaé, onde ocorrera o seu julgamento e execução, dizendo que a cidade "...teria 100 anos de atraso pela injustiça que estava sendo feita a ele". A partir de então, afirma-se que a região mergulhou em grande marasmo econômico.
O porto de Imbetiba (Macaé) era, naquela época, o quinto mais movimentado do país, pois servia para embarque dos produtos agrícolas da região para o Rio de Janeiro de onde eram exportados. Com a inauguração da Estrada de Ferro Macaé e Campos, o porto perdeu importância. Entretanto, a expansão econômica da região norte-fluminense baseada na cultura da cana-de-açúcar prosseguiu até ao seu apogeu por volta de 1870, estabilizando-se a partir de então. A decadência econômica só ocorreu, efetivamente, no início do século XX, mais de cinquenta anos depois dos eventos relatados.
Na década de 1970, quase 120 anos depois da execução de Mota Coqueiro, foi descoberto petróleo na Bacia de Campos, registrando-se, a partir de então, um novo e expressivo surto de desenvolvimento econômico em Macaé. Entretanto, quem quer reforçar esta lenda, fará as contas considerando que o início das pesquisas de petróleo na região começaram na década de 1950, portanto exatos cem anos depois da execução de Mota Coqueiro.

### O perdão de Coqueiro aos que o condenaram
Um outro fato controverso, totalmente contrário ao rancor expresso na lenda da "maldição do Coqueiro", conta que este perdoou a todos antes de subir no patíbulo, comportando-se, portanto, como um mártir cristão. Suas últimas palavras, segundo relato do médico que o assistiu, José Manuel Velho da Silva, foram: "O crime fez-se, porém eu sou inocente; peço perdão ao povo e à justiça, assim como eu perdoo de todo o meu coração".
Como contraste ao comportamento exemplar de Mota Coqueiro, o então juiz de direito da comarca de Cabo Frio, contava que os cúmplices, dois agregados livres e um escravo, foram enforcados "sem que nada de extraordinário ocorresse, além da pertinácia dos referidos réus em não quererem receber os socorros espirituais".
Deve notar-se que, posteriormente, várias pessoas sentiram que o equilíbrio social esteve ameaçado, pois um membro das classes dominantes foi acusado por escravos e outras pessoas socialmente inferiores, condenado à morte e enforcado. Portanto, algumas estórias não comprovadas procuram apresentar Mota Coqueiro como um exemplo da "nobreza cavalheiresca" própria das pessoas de bom nascimento quando estas têm que enfrentar a injustiça cometida pelas classes inferiores.